# Бутрон (замок)
Бутрон (исп. Castillo de Butrón) — замок в неоготическом стиле на месте бывшей средневековой крепости. Объявлен памятником исторического наследия. Расположен в муниципалитете Гатика, в провинции Бискайя, к северу от центра города Бильбао, Испания. Замок расположен в центре живописного парка в стороне от населённых пунктов.

## История

### Ранний период
В средние века на месте нынешнего замка существовала каменная башня, которая одновременно служила жилым домом. Это строение принадлежало знатной семье Бутрон. 
В течение столетий замок неоднократно перестраивался, меняя свой внешний вид. На определённом этапе он напоминал скорее добротный каменный фермерский дом, а не крепость. Бывшие укрепления и башни оказались приспособлены для хозяйственных нужд. 

### XIX–XX века

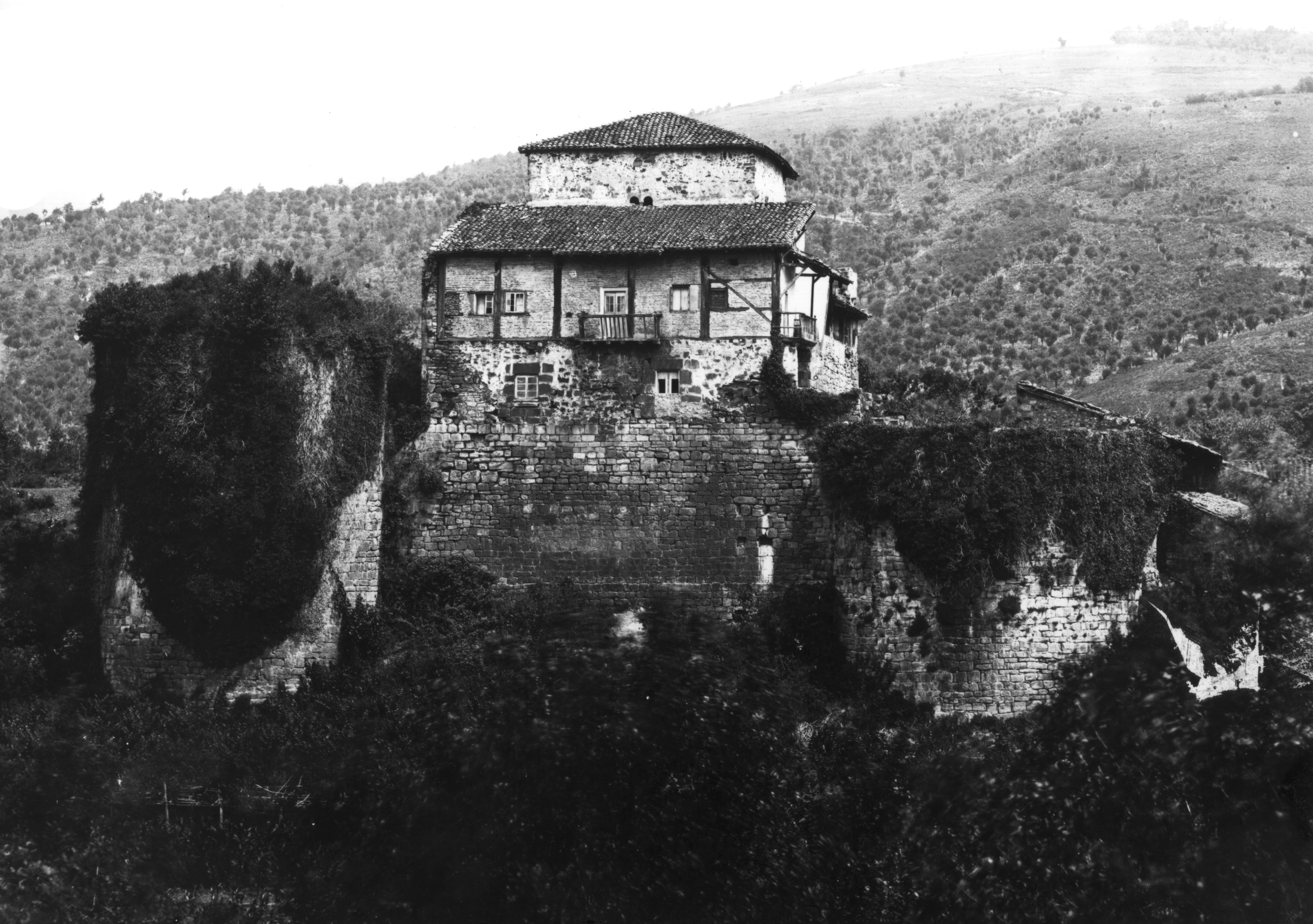
Фотография замка, сделанная в 1878 году

Свой нынешний вид замок обрёл в ходе масштабной реконструкции, которую владельцы имения произвели в XIX веке. К тому времени поместьем владела семья маркизов Куба. Инициатором проведения строительных работ стал Франсиско де Куба.
На основе старинных фундаментов и сохранившихся круглых башен был возведён новый комплекс. При этом часть хозяйственных построек просто снесли. По желанию владельцев новый замок сочетал как старинные фрагменты испанской архитектуры, так и решения, присущие баварским замкам XIX века. Фасады отсылают к модному для той эпохи стилю неоготики. Для Испании замок является весьма нетипичным объектом. При этом новые башни очень похожи на башни замка Алькасар в Сеговии. 
Реконструкция проводилась без хорошо продуманного плана. Заказчик не раз менял свои предпочтения, жертвуя удобством и комфортом ради эффектного внешнего вида. В итоге комплекс получился не очень удобным для постоянного проживания. В башнях оказалось не так много полезного пространства, а некоторые помещения соединены друг с другом внешними проходами и наружными лестницами.
Во второй половине XX века замок некоторое время использовался как гостиница. Здесь проводились различные увеселительные шоу на средневековую тематику. Однако из-за финансовых проблем замок был конфискован у собственников и выставлен на продажу.

### XXI век
В 1994 году в замке были произведены реставрационные работы. С 2005 года замок принадлежал бизнес-группе «Инбиса». Однако в декабре 2021 года комплекс был продан российской инвестиционной группе. Новым владельцам Бутрон обошёлся в четыре миллиона евро. При этом, в соответствии с законодательством какие-либо перестройки запрещались.

## Описание
Комплекс находится на полуострове, образованном глубоким изгибом реки Бутрон. Таким образом благодаря сильному течению крепость с трёх сторон имела естественную защиту. Через реку был переброшен мост, рядом с которым издревле имелись фортификационные сооружения для защиты переправы. 
В основании замок имеет форму почти ровного квадрата с четырьмя круглыми массивными башнями по углам. Толщина внешних стен достигает четырёх метров. В центрально части главное здание состоит из пяти этажей. 
Общая площадь внутренних помещений превышает 2400 квадратных метров. Внутри имеются просторные гостиные, старинная часовня, библиотека, кухня и каминный зал. Площадь зала приёмов (Большого зала), имеющего открытую планировку, составляет 200 квадратных метров. В подземной части замка предусмотрены обширные складские пространства. Там же в скальной породе пробит колодец. Жилые комнаты оформлены в самом разном стиле. В некоторых из них можно увидеть антикварную мебель. 
Территория окружающего парка достигает площади около 35 тысяч квадратных метров. Прежде он был ухожен и там были высажены деревья редких пород. Однако впоследствии парк оказался без должного ухода и зарос дикими кустарниками.

## Галерея

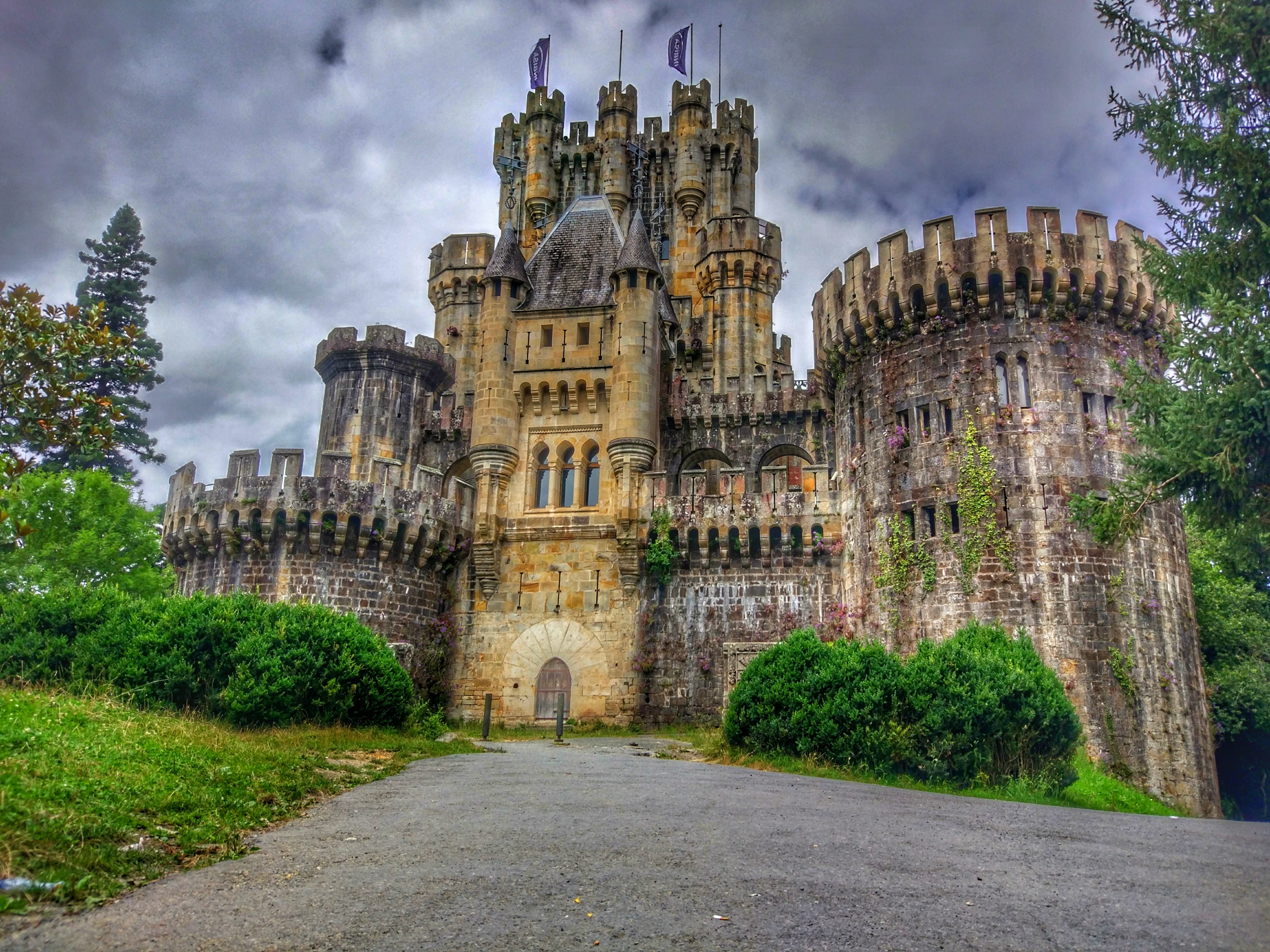
Общий вид замка
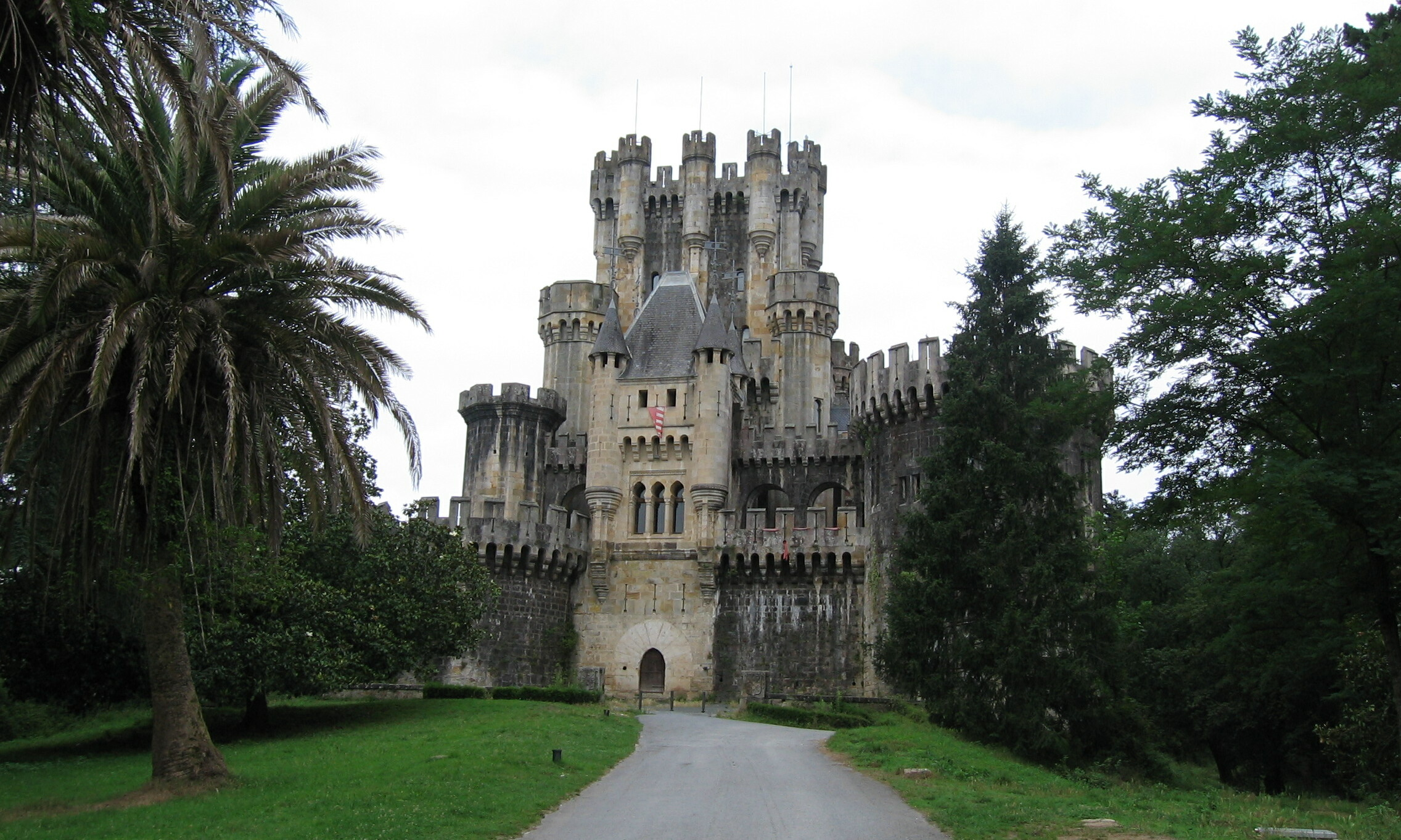
Вид замка из парка
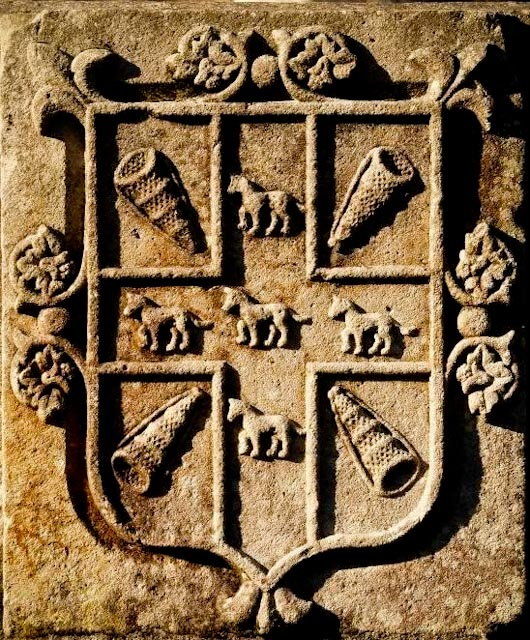
Герб рода Бутрон, размещённый над входом
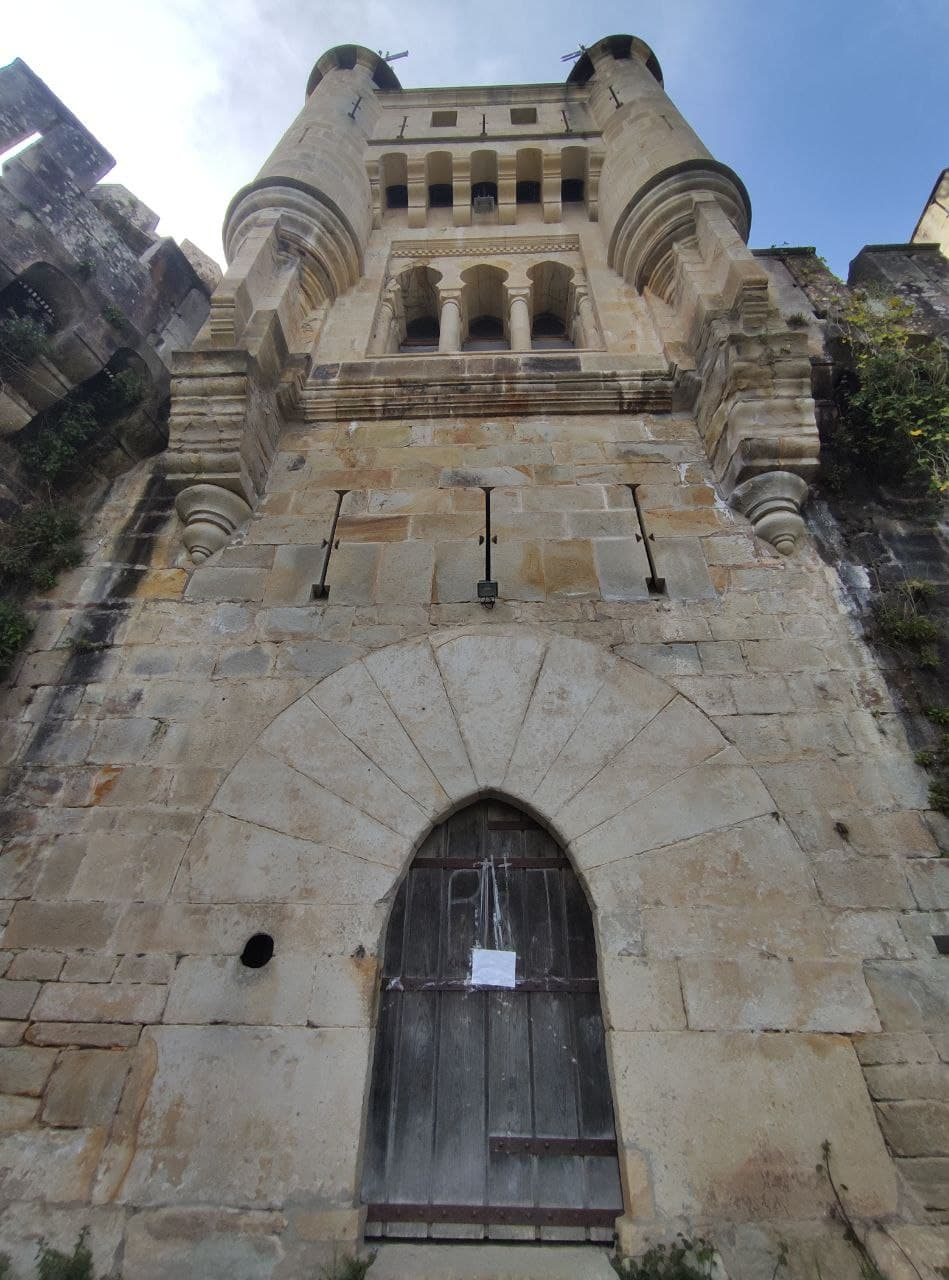
Ворота, ведущие внутрь
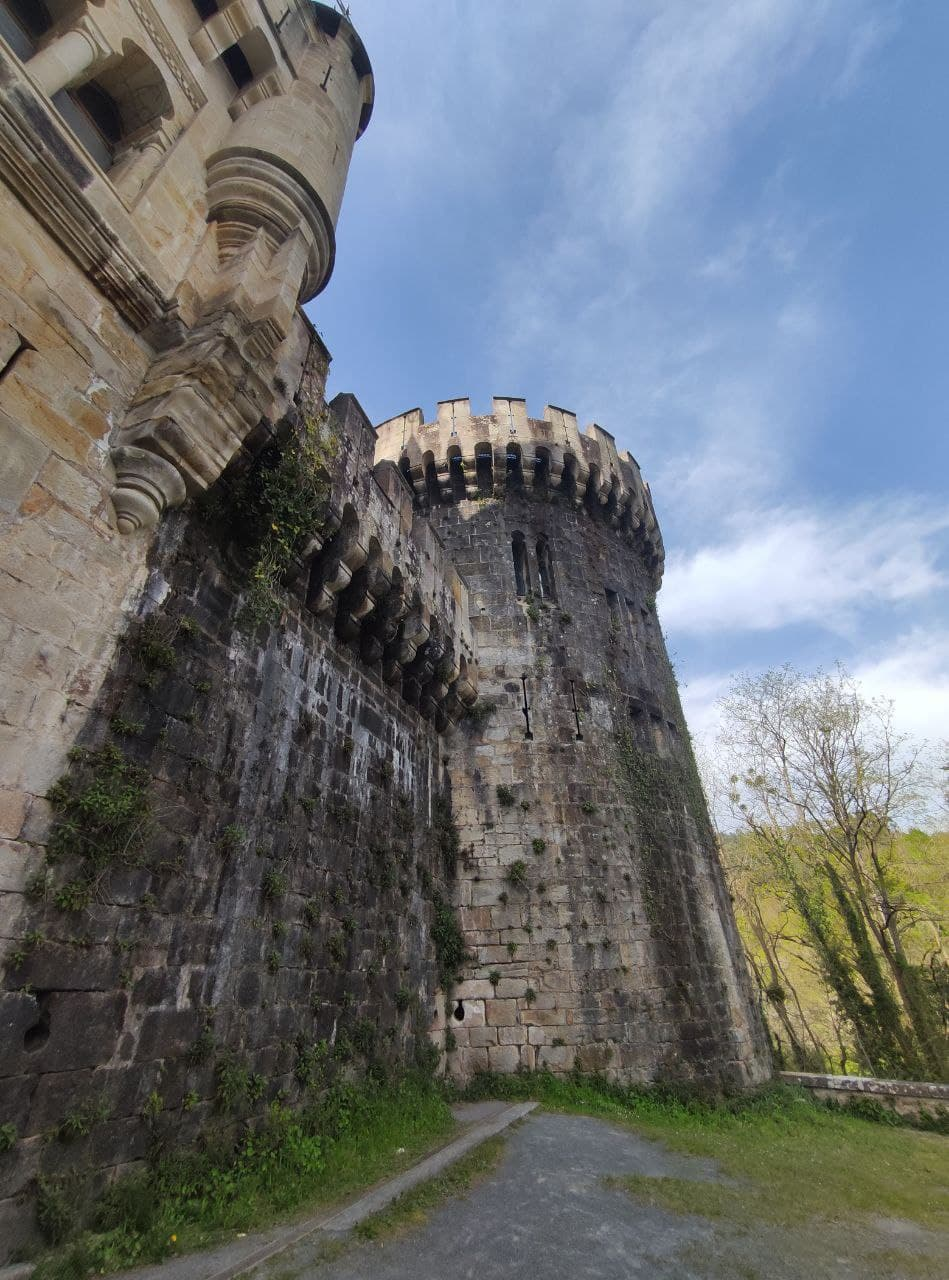
Внешняя стена и одна из башен